# 比约恩·戈尔德施密特
比约恩·戈尔德施密特（德語：Björn Goldschmidt，1979年12月3日—），德国男子皮划艇运动员。他曾代表德国参加2004年和2008年夏季奥林匹克运动会皮划艇比赛，其中2008年奥运会获得一枚铜牌。